# ستاد اصلاح زندان‌ها
ستاد اصلاح زندان‌ها  ستادی بود که در سال ۱۳۶۲ ش در ایران توسط آیت الله منتظری تأسیس شد و مورد تأیید آیت الله خمینی قرار گرفت. این ستاد جهت جهت رسیدگی به اوضاع زندان‌ها تأسیس شد. ترکیب این ستاد به این ترتیب بود: 
۱ـ سیدمحمد ابطحی، ۲ـ محمدی گیلانی، ۳ـ سیدجعفر کریمی، ۴ـ حسن طاهری خرم‌آبادی و ۵ـ مهدی قاضی.  
این ستاد، پس از تأسیس، به بازرسی از زندان‌ها پرداخت ولی دربارهٔ عملکرد و نیز سرنوشت این نهاد انقلابی، اطلاعی وجود ندارد.